# Nummijärvi (sjö i Nyland)
Nummijärvi är en sjö i Lojo stad i Finland.   Den ligger i landskapet Nyland, i den södra delen av landet, 70 km väster om huvudstaden Helsingfors. Nummijärvi ligger 49,7 meter över havet. I omgivningarna runt Nummijärvi växer i huvudsak blandskog. Arean är 1,5 kvadratkilometer och strandlinjen är 15,78 kilometer lång. Sjön  ingår i Kisko ås och Bjärnå å huvudavrinningsområde. 